# Šerm na Letních olympijských hrách 1988
Šerm na Letních olympijských hrách 1988.

## Medailisté

### Muži
| Kategorie            | Zlato | Stříbro | Bronz |
| -------------------- | --- | --- | --- |
| Fleret - jednotlivci | Stefano Cerioni · Itálie (ITA)                                                                                  | Udo Wagner · Německá demokratická republika (GDR)                                                            | Alexandr Romaňkov · Sovětský svaz (URS)                                                                       |
| Kord - jednotlivci   | Arnd Schmitt · Západní Německo (FRG)                                                                            | Philippe Riboud · Francie (FRA)                                                                              | Andrej Šuvalov · Sovětský svaz (URS)                                                                          |
| Šavle - jednotlivci  | Jean-François Lamour · Francie (FRA)                                                                            | Janusz Olech · Polsko (POL)                                                                                  | Giovanni Scalzo · Itálie (ITA)                                                                                |
| Fleret - družstvo    | Sovětský svaz (URS) · Vladimer Apciauri · Anvar Ibragimov · Boris Koreckij · Ilgar Mammadov · Alexandr Romaňkov | Západní Německo (FRG) · Matthias Behr · Thomas Endres · Mathias Gey · Ulrich Schreck · Thorsten Weidner      | Maďarsko (HUN) · István Busa · Zsolt Érsek · Robert Gatai · Pál Szekeres · Istfan Szelei                      |
| Kord - družstvo      | Francie (FRA) · Frederic Delpla · Jean-Michel Henry · Olivier Lenglet · Philippe Riboud · Éric Srecki           | Západní Německo (FRG) · Elmar Borrmann · Volker Fischer · Thomas Gerull · Alexander Pusch · Arnd Schmitt     | Sovětský svaz (URS) · Andrej Šuvalov · Pavel Kolobkov · Vladimir Rezničenko · Michail Tiško · Igor Tichomirov |
| Šavle - družstvo     | Maďarsko (HUN) · Imre Bujdosó · László Csongrádi · Imre Gedővári · György Nébald · Bence Szabó                  | Sovětský svaz (URS) · Andrej Alšan · Michail Burcev · Sergej Korjažkin · Sergej Mindirgasov · George Pogosov | Itálie (ITA) · Massimo Cavaliere · Gianfranco Dalla Barba · Marco Marin · Ferdinando Meglio · Giovanni Scalzo |

### Ženy
| Kategorie            | Zlato | Stříbro | Bronz |
| -------------------- | --- | --- | --- |
| Fleret - jednotlivci | Anja Fichtelová · Západní Německo (FRG)                                                                         | Sabine Bauová · Západní Německo (FRG)                                                                                    | Zita Funkenhauserová · Západní Německo (FRG)                                                                 |
| Fleret - družstvo    | Západní Německo (FRG) · Sabine Bauová · Anja Fichtelová · Zita Funkenhauserová · Anette Klug · Christiane Weber | Itálie (ITA) · Francesca Bortolozziová · Annapia Gandolfi · Lucia Traversaová · Dorina Vaccaroniová · Margherita Zalaffi | Maďarsko (HUN) · Zsuzsa Jánosiová · Edit Kovács · Gertrúd Stefaneková · Zsuzsanna Szőcsová · Katalin Tuschák |

### Přehled medailí
| Pořadí | Země                                 | Zlato | Stříbro | Bronz | Celkově |
| ------ | ------------------------------------ | ----- | ------- | ----- | ------- |
| 1.     | Západní Německo (FRG)                | 3     | 3       | 1     | 7       |
| 2.     | Francie (FRA)                        | 2     | 1       | 0     | 3       |
| 3.     | Sovětský svaz (URS)                  | 1     | 1       | 3     | 5       |
| 4.     | Itálie (ITA)                         | 1     | 1       | 2     | 4       |
| 5.     | Maďarsko (HUN)                       | 1     | 0       | 2     | 3       |
| 6      | Německá demokratická republika (GDR) | 0     | 1       | 0     | 1       |
| 6      | Polsko (POL)                         | 0     | 1       | 0     | 1       |